# Presidentvalet i USA 1992
Presidentvalet i USA 1992 hölls den 3 november 1992 över hela USA. Valet stod mellan den sittande republikanske presidenten George H.W. Bush från Texas och den demokratiske guvernören Bill Clinton från Arkansas. Valet vanns av Clinton.
En tredje kandidat, oberoende affärsmannen Ross Perot, hade för första gången sedan 1912 en plausibel chans att vinna med en ledning över båda huvudkandidaterna innan han plötsligt lämnade kampen och återvände först några månader före valet. Perot fick 17,9 % av alla avlagda röster och en knapp andraplats i delstaterna Utah och Maine; han hade i en undersökning lett med 37 % av väljarkåren bakom sig.
Bush hade förlorat mycket av sitt stöd i och med uteblivna skattesänkningar vilka han utlovade i valrörelsen 1988. USA befann sig i en lågkunjunktur och vikten i valkampanjen lades huvudsakligen på inrikespolitiska frågor där ekonomi och skatter fick stort utrymme.
Clinton tog hem segern i valet efter att ha fått 370 elektorsröster och 43 procent av väljarnas röster. Motsvarande siffror för huvudmotståndaren George H.W. Bush var 168 elektorsröster och 37,4 procent av rösterna. Ross Perot fick inga elektorsröster men 18,9 procent av väljarnas stöd.

## Demokraternas nominering
Anmälda kandidater:
- Larry Agran, borgmästare från Irvine, Kalifornien
- Jerry Brown, tidigare guvernör och kandidat till 1976 och 1980 års nomineringar från Kalifornien
- Bill Clinton, guvernör från Arkansas
- Tom Harkin, senator från Iowa
- Bob Kerrey, senator från Nebraska
- Tom Laughlin, skådespelare och regissör från Kalifornien
- Eugene McCarthy, tidigare senator och kandidat till 1968 och 1972 års nomineringar från Minnesota
- Paul Tsongas, tidigare senator från Massachusetts
- Douglas Wilder, guvernör från Virginia
- Charles Woods, miljonär från Alabama

Demokraternas konvent
- Bill Clinton 3372 röster
- Jerry Brown 596 röster
- Paul Tsongas 289 röster
- Robert P. Casey (guvernör från Pennsylvania) 10 röster
- Pat Schroeder (kongressledamot från Colorado) 5 röster
- Larry Agran 3 röster
- Al Gore (senator från Tennessee) 1 röst

Clinton valde senatorn Al Gore som medkandidat.

## Republikanernas nominering
Anmälda kandidater:
- Pat Buchanan, rådgivare och talskrivare till president Nixon från Washington, D.C.
- George H.W. Bush, president från Texas

Republikanernas konvent
- George H.W. Bush 2166 röster
- Pat Buchanan 18 röster
- Alan Keyes (tidigare ambassadör från New York) 1 röst

Vicepresident Dan Quayle omvaldes genom röstvotering.

## Resultat
| Kandidat                   | Medkandidat             | Röster      | %      | Elektorsröster |
| -------------------------- | ----------------------- | ----------- | ------ | -------------- |
| William Jefferson Clinton  | Albert Arnold Gore, Jr. | 44 909 806  | 43,0 % | 370            |
| George Herbert Walker Bush | James Danforth Quayle   | 39 104 550  | 37,4 % | 168            |
| Henry Ross Perot           | James Stockdale         | 19 743 821  | 18,9 % | 0              |
| Totalt                     |                         | 104 423 923 | 99,3 % | 538            |